# Оберменил Боме
Оберменил Боме (фр. Aubermesnil-Beaumais) насеље је и општина у северној Француској у региону Горња Нормандија, у департману Приморска Сена која припада префектури Дјеп.
По подацима из 2011. године у општини је живело 467 становника, а густина насељености је износила 95,7 становника/km². Општина се простире на површини од 4,88 km². Налази се на средњој надморској висини од 100 метара (максималној 128 m, а минималној 92 m).

## Демографија
| 1962. | 1968. | 1975. | 1982. | 1990. | 1999. | 2011. |
| ----- | ----- | ----- | ----- | ----- | ----- | ----- |
| 276   | 311   | 313   | 332   | 408   | 457   | 467   |

График промене броја становника у току последњих година